# Puymaurin
 Puymaurin  es una población y comuna francesa, en la región de Mediodía-Pirineos, departamento de Alto Garona, en el distrito de Saint-Gaudens y cantón de L'Isle-en-Dodon.

## Demografía
| 480 | 408 | 380 | 365 | 321 | 297 |
| Para los censos de 1962 a 1999 la población legal corresponde a la población sin duplicidades (Fuente: INSEE [Consultar]) |     |     |     |     |     |